# Hải Cảng
Hải Cảng là một phường thuộc thành phố Quy Nhơn, tỉnh Bình Định, Việt Nam.
Phường Hải Cảng có diện tích 3,02  km², dân số năm 2019 là 50.002 người, mật độ dân số đạt 16.557 người/km².

## Hành chính
Phường Hải Cảng được chia thành 11 khu vực: 1, 2, 3, 4, 5, 6, 7, 8, 9 (Hải Minh), 10, 11.